# Okamoto Hayato
Hayato Okamoto (sinh ngày 16 tháng 10 năm 1974) là một cầu thủ bóng đá người Nhật Bản.

## Sự nghiệp câu lạc bộ
Hayato Okamoto đã từng chơi cho FC Tokyo và Yokogawa Electric.